# 1582 Martir
Martir (asteróide 1582) é um asteróide da cintura principal com um diâmetro de 36,79 quilómetros, a 2,7431624 UA. Possui uma excentricidade de 0,1300553 e um período orbital de 2 045,21 dias (5,6 anos).
Martir tem uma velocidade orbital média de 16,77307972 km/s e uma inclinação de 11,61471º.
Esse asteróide foi descoberto em 15 de Junho de 1950 por Miguel Itzigsohn em La Plata.